# Linia kolejowa nr 501
Linia kolejowa nr 501 – zelektryfikowana, w większości dwutorowa, pierwszorzędna linia kolejowa znaczenia państwowego łącząca rozjazd nr 201 (dawna Warszawa Jagiellonka) z rozjazdem nr  15 (dawna Warszawa Targówek) na stacji Warszawa Praga.
Linia jest wykorzystywana w ruchu pasażerskim przez pociągi rozpoczynające lub kończące bieg na stacji Warszawa Wschodnia, jadące w stronę Skierniewic, Łowicza lub Radomia, omijające linię średnicową – dotyczy to pociągów przyspieszonych Kolei Mazowieckich (RE10 i RE80) oraz PKP Intercity. Ponadto jest intensywnie wykorzystywana przez pociągi towarowe – linia wchodzi w skład międzynarodowej linii transportu kombinowanego C-E 20 (AGTC). Oprócz tego, linia należy do sieci transportowej TEN-T kompleksowej, bazowej pasażerskiej i bazowej towarowej.